# Phaeomonilia corticola
Phaeomonilia corticola är en svampart som först beskrevs av R.F. Castañeda, och fick sitt nu gällande namn av R.F. Castañeda, Saikawa & M. Stadler 2007. Phaeomonilia corticola ingår i släktet Phaeomonilia, divisionen sporsäcksvampar och riket svampar.   Inga underarter finns listade i Catalogue of Life.